# لیانا والسمن
لیانا والسمن (انگلیسی: Leeanna Walsman؛ زادهٔ ۲۲ نوامبر ۱۹۷۹) یک هنرپیشه اهل استرالیا است. وی از سال ۱۹۹۶ میلادی تاکنون مشغول فعالیت بوده‌است.
از فیلم‌ها یا برنامه‌های تلویزیونی که وی در آن نقش داشته است می‌توان به جنگ ستارگان اپیزود دوم: حمله کلون‌ها، ۹٫۹۹ دلار و یک روز عالی اشاره کرد.